# Borough of Swindon
Das Borough of Swindon ist eine selbständige Verwaltungseinheit (Unitary Authority) im Südwesten Englands und gehört zur Region South West England.
Das Borough entstand 1974 als Distrikt der Grafschaft Wiltshire und hieß zunächst Thamesdown. Seit dem 1. April 1997 ist das Borough of Swindon von Wiltshire unabhängig und gehört nur noch zu zeremoniellen Zwecken zu dieser Grafschaft. Der Verwaltungssitz befindet sich in Swindon, zum Borough gehört aber auch die umliegende Gegend mit den Orten Badbury, Chiseldon, Highworth, Liddington, Wanborough und Wroughton.